# Ruari McLean
John David Ruari McLean (Newton Stewart, Galloway, 10 de junho de 1917 — 27 de março de 2006) foi um dos principais tipógrafos britânicos e escritor, tendo sido tradutor e biógrafo de Jan Tschichold.

## Obra
- Modern Book Design — 1958
- Victorian Book Design and Colour Printing — 1963
- Magazine Design — 1969
- Victorian Bookbindings in Cloth and Leather — 1973
- Jan Tschichold: A Life in Typography — 1975
- Thames & Hudson Manual of Typography — 1980
- How Typography Happens — 2000